# Peperomia ellipticibacca
Peperomia ellipticibacca är en pepparväxtart som beskrevs av C. Dc.. Peperomia ellipticibacca ingår i släktet peperomior, och familjen pepparväxter. Inga underarter finns listade i Catalogue of Life.